# NGC 7397
NGC 7397 ist eine linsenförmige Galaxie vom Hubble-Typ SB0/a im Sternbild Fische auf der Ekliptik. Sie ist schätzungsweise 219 Mio. Lichtjahre von der Milchstraße entfernt und hat einen Durchmesser von etwa 45.000 Lj.
Im selben Himmelsareal befinden sich u. a. die Galaxien NGC 7396, NGC 7398, NGC 7401, NGC 7402.
Das Objekt wurde am 2. Oktober 1856 vom irischen Astronomen R. J. Mitchell, einem Assistenten von William Parsons, entdeckt.